# Picea linzhiensis
{{#ifeq:0|0|{{#if:Picea linzhiensis|{{#if:|[[]}}|[[]]}}}}
Picea linzhiensis — вид ялин (Picea), що зростає в Китаї (Юньнань, Тибет, Сичуань).

## Біоморфологічна характеристика
Дерево до 50 м заввишки й може досягати 2 м в діаметрі. Кора сіро-сріблястого кольору зморшкувата і лущиться, з борознами тонкими бурими тріщинами. Гілки першого порядку довгі й тонкі, висхідні; гілки другого порядку змінні, ніколи не звисають. Молоді гілочки товсті, тверді і тонкі, світло-коричневого або злегка помаранчевого кольору, мають тенденцію до сіруватих відтінків між другим і четвертим роками, з густим запушенням. Вегетативні бруньки яйцювато-конічні, довжиною менше 1 см, смолисті тільки біля основи. Листки голчасті, гострі, з квадратно-ромбічним перетином, 0.8–2 см завдовжки, зверху глянцево-зелені, знизу сірувато-зелені; вони розташовані радіально на гілках і майже повністю позбавлені продихів. Чоловічі шишки пазушні, 2–2.5 см завдовжки, спочатку рожево-червоні, потім жовтуваті при дозріванні. Жіночі шишки спочатку пурпурові, потім коричневі, кінцеві, спочатку випростані, потім звисають, 5–12 см завдовжки і 3–5 см завширшки; овальні чи довгасті, часто численні на гілках, вони сидячі чи з короткими квітконіжками. Насіння яйцювато-конічне, темно-коричневе, довжиною ≈ 2–4 мм, з яйцювато-довгастою крилатою частиною, довжиною до 14 мм, світло-коричневого кольору.

## Середовище проживання
У пд.-сх. Тибеті цей вид утворює майже чисті ліси на висотах від 3000 до 3800 метрів над рівнем моря, зазвичай значно вище поясу змішаних хвойних лісів, у якому панує ялина Picea spinulosa. На висоті ≈ 3000 метрів вид може траплятися в суміші з Pinus armandii, тоді як на верхній межі росте з видами Larix і Abies, ялиці в кінцевому підсумку замінюють ялину вище 3600–3800 метрів над рівнем моря. Підлісні дерева включають Betula szechuanica, B. utilis, Acer caudatum, Malus baccata і Sorbus і може бути добре розвинений кущовий ярус з напр. Rhododendron, Euonymus, Lonicera, Borinda, Enkianthus.

## Загрози й охорона
Найімовірнішою загрозою є подальші рубки без регенерації, коли вирубка поєднується з високим тиском випасу, або дозволяє вирощувати бамбук, оскільки це знищить середовище проживання лісу. Нещодавно уряд Китаю ввів заборону на вирубку лісу на заході Китаю